# L'Œillet sauvage
Pour plus de détails, voir Fiche technique et Distribution.
L'Œillet sauvage (Uova di garofano) est un film italien réalisé par Silvano Agosti et sorti en 1991.

## Synopsis
Silvano et son fils retournent dans leur ville natale dans la campagne de Brescia. Une fois arrivé, Silvano se souvient de son enfance durant la Seconde Guerre mondiale .

## Fiche technique
Sauf indication contraire, les informations mentionnées dans cette section peuvent être confirmées par la base de données cinématographiques IMDb,  présente dans la section « Liens externes ».
- Titre français : L'Œillet sauvage[1]
- Titre original italien : Uova di garofano[2]
- Réalisation : Silvano Agosti
- Scénario : Silvano Agosti
- Photographie : Silvano Agosti
- Montage : Silvano Agosti
- Musique : Daniele Iacono
- Décors : Luigia Da Re
- Production : Enrico Zaccaria
- Société de production : 11 Marzo Cinematografica, Rai 2
- Pays de production :  Italie
- Langue originale : italien
- Format : Couleur - Son stéréo - 35 mm
- Durée : 102 minutes (1 h 42)
- Genre : Film dramatique
- Dates de sortie :
  - Italie : 11 juin 1991
  - France : 22 juin 1994

## Distribution
- Alain Cuny: vecchio Crimen
- Lou Castel: Silvano da adulto
- Federico Zanola: Silvano
- Elisa Murolo: Elisa
- Severino Saltarelli: Le père
- Paola Agosti: La tante
- Toti Barone: Le général
- Franco Piavoli: Le docteur